# Przerzeczyn-Zdrój

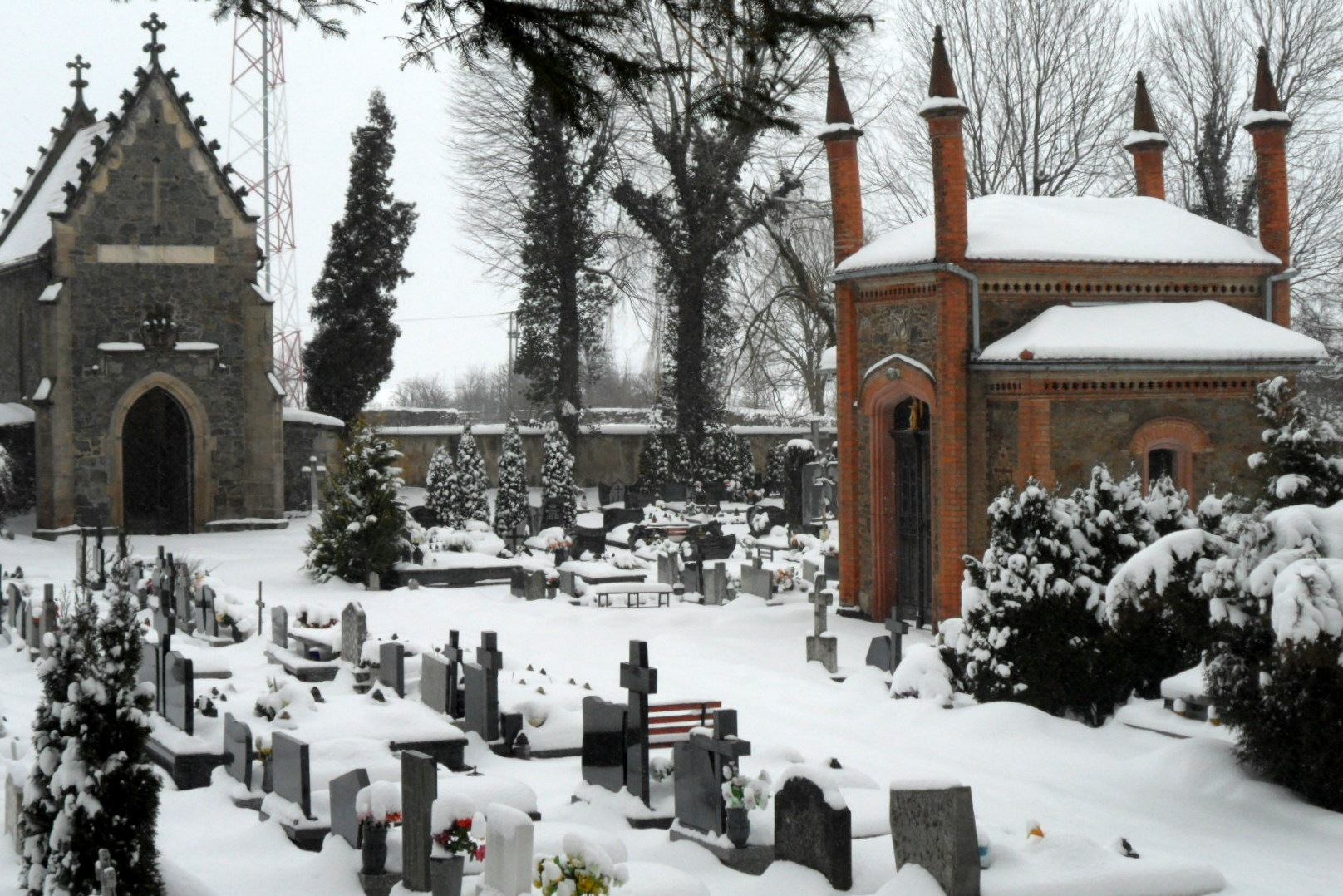
Kaplica rodziny von Pfeil (po lewej)

Przerzeczyn-Zdrój (niem. Bad Dirsdorf) – wieś uzdrowiskowa w południowo-zachodniej Polsce, położona w województwie dolnośląskim, w powiecie dzierżoniowskim, w gminie Niemcza. Według danych z Narodowego Spisu Powszechnego (2011), wieś liczyła 598 mieszkańców.

## Historia
Pierwsza wzmianka o Przerzeczynie pochodzi z roku 1264 – ówczesna nazwa miejscowości brzmała Przyrzyce, co świadczy o słowiańskiej etymologii. W okresie kolonizacji niemieckiej zaczęto używać nazwy Bad Dirsdorf (do końca XIX wieku: Diersdorf), stosowanej do 1945 roku. W roku 1802 we wsi odkryto dwa cenne źródła mineralne (siarczkowe i żelaziste), co spowodowało rozwój uzdrowiska. W latach 20. XX wieku powstał pierwszy zakład przyrodoleczniczy i kilka pensjonatów.
W roku 1946 wprowadzono urzędowo nazwę Przerzeczyn Zdrój, zastępując poprzednią niemiecką nazwę Bad Dirsdorf. Nazwa z dywizem Przerzeczyn-Zdrój została zatwierdzona urzędowo przez MSWiA.
W latach 1975–1998 miejscowość administracyjnie należała do województwa wałbrzyskiego.

## Zabytki
Do wojewódzkiego rejestru zabytków wpisane są obiekty:
- kościół pom. pw. MB Częstochowskiej (parafia NMP Królowej Polski), gotycki (XIV-XVIII w.), częściowo zbarokizowany, z barokowym prezbiterium; na zewnątrz kościoła zachowanych pełnopostaciowych epitafiów szlacheckich - najstarsze z 1552 r.
- kaplica z XVIII w.
- zespół pałacowy z XVII-XIX w.:
  - pałac, z 1896 r.
  - park z XVII w., zmiany w pierwszej poł. XIX w.

inne
- kaplica grobowa rodziny von Pfeil, wybudowana z kamienia, kryta dachem dwuspadowym. Nad wejściem herb rodziny i sentencja ich lebe und ihr sollt auch leben/ Ja żyję i ty też powinieneś żyć[7].

## Uzdrowisko

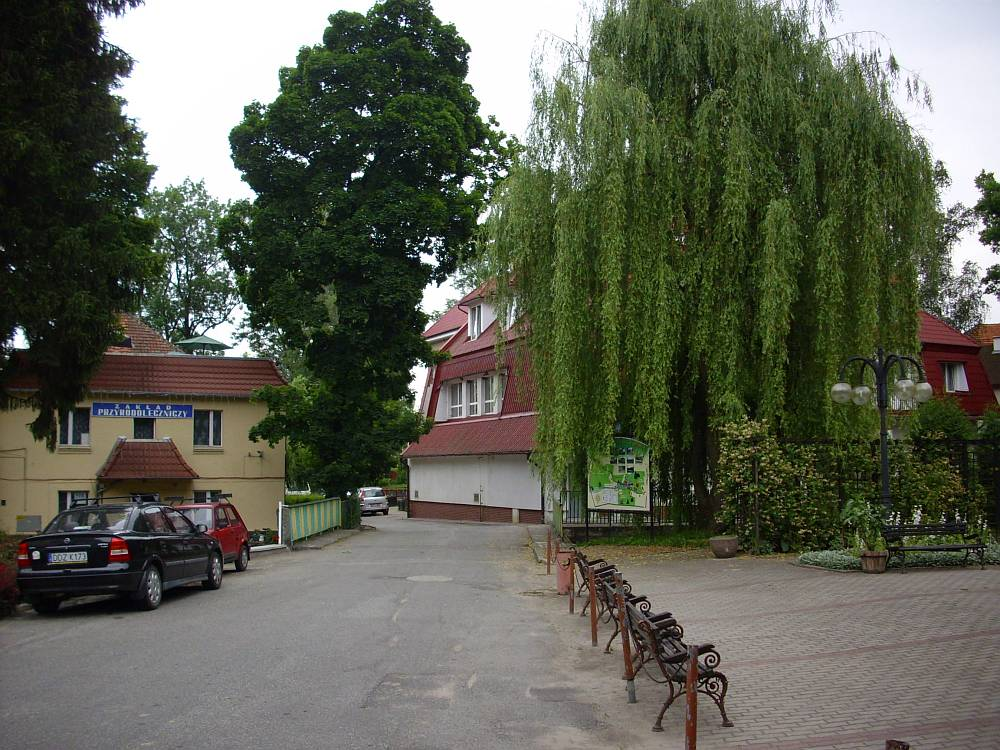
Fragment uzdrowiska

Dla uzdrowiska Przerzeczyn-Zdrój określono następujące profile lecznicze: choroby ortopedyczno-urazowe, choroby reumatologiczne, choroby neurologiczne.
Na obszarze uzdrowiska znajdują się 3 źródła wody leczniczej, które mogą być wykorzystywane do leczenia. Należą do nich ujęcia:
- Odwiert nr II – woda swoista (słabo zmineralizowana) 0,043%, radonowa, która zawiera siarkowodór, zasoby eksploatacyjne – 2,27 m³/h,
- Odwiert nr VIII – woda swoista (słabo zmineralizowana) 0,055%, radonowa, aktualnie nie eksploatowany, zasoby eksploatacyjne – 2,4 m³/h,
- Odwiert nr IX – woda swoista (słabo zmineralizowana) 0,048%, radonowa, zasoby eksploatacyjne 3,0 m³/h[9].

Właściwości lecznicze klimatu Przerzeczyna-Zdroju zostały potwierdzone w 2009 r. przez IGiPZ im. Stanisława Leszczyckiego PAN.
Uzdrowisko Przerzeczyn-Zdrój ma 4 sanatoria uzdrowiskowe („Akacja”, „Buk”, „Cis”, „Forsycja”) ze 170 miejscami, przychodnię uzdrowiskową oraz zakład przyrodoleczniczy w sanatorium „Akacja”. Ponadto w uzdrowisku znajduje się park zdrojowy o powierzchni 3 ha, basen rehabilitacyjny i ścieżki zdrowia. Istnieje tu także klubokawiarnia i biblioteka dla kuracjuszy.

## Szlaki turystyczne
Ziębice – Lipa – Jasłówek – Krzelków – Zameczny Potok – Ciepłowody – Kawia Góra (Łysica) – Ruszkowice – Ostra Góra – Podlesie – Przerzeczyn-Zdrój – Grzybowiec – Piława Górna – Piława Dolna
 Piława Górna – Ligota Mała – Przerzeczyn-Zdrój – Podlesie – Ruszkowice – Przełęcz nad Blotnicą

## Transport
Według stanu na luty 2018 r. miejscowość jest objęta siecią publicznej komunikacji autobusowej funkcjonującej na obszarze powiatu dzierżoniowskiego, organizowanej przez Zarząd Komunikacji Miejskiej w Bielawie.